# تشارلز ناغل (مهندس معماري)
تشارلز ناغل (بالإنجليزية: Charles Nagel)‏ هو مهندس معماري أمريكي، ولد في 1899، وتوفي في 1992.